# نشان ملی فردوسی

نشان بنیاد فردوسی

نشان ملی بنیاد فردوسی، نشان ملی معتبری است که توسط بنیاد فردوسی به پاسداشت زبان پارسی به شخصیت‌های برجسته علمی، فرهنگی، هنری و سیاسی که در جهت نگاهداشت زبان فارسی فعالیت می‌کنند به اشخاص ایرانی یا غیر ایرانی اهدا می‌شود. این مراسم با حضور مسوولان کشوری و در سطح ملی و با حضور شخصیت‌های مهم سیاسی مانند وزیر فرهنگ و ارشاد اسلامی، رئیس فرهنگستان زبان و ادبیات فارسی و رؤسای مختلف استان خراسان رضوی هر ساله همزمان با روز بزرگداشت ملی فردوسی برگزار می‌شود.

## تاریخچه
اعطای نشان و جایزه بزرگ فردوسی از سال ۱۳۸۴ همزمان با تأسیس بنیاد فردوسی آغاز شد و به صورت منسجم و جدی تر از سال ۱۳۹۳ به مرحله اجرای کامل درآمده است.

## افراد دریافت کننده جایزه[۳][۴][۵]
- دکتر حسن ذوالفقاری
- شهرام ناظری
- خدایی شریف‌زاده
- بهروز غریب پور
- ژاله آموزگار
- رجبعلی لباف خانیکی
- مهدی محقق
- قطب الدین صادقی
- احمد سمیعی گیلانی
- جلال خالقی مطلق
- محمدتقی راشد محصل
- یعقوب دانشدوست
- لوریس چکناواریان